# Білопілля
Білопі́лля (МФА: [bʲiɫoˈpʲilʲːɐ] ( прослухати)) — місто районного значення в Україні, адміністративний центр Білопільської міської громади Сумського району Сумської області. Населення — близько 2 тис. осіб (2025).

## Географія
Місто Білопілля розташоване за 44 км від обласного центру (автошляхом Р44), на річці Вир, у місці впадання в неї річки Крига. Нижче за течією примикає до міста Ворожба. Приблизно за 2 км розташовані сусідні села Гиріне, Коваленки, Омельченки, Воронівка, Янченки і Цимбалівка.
Через місто пролягають автошляхи територіального значення Т 1908, Т 1904 Т 1906 та залізнична  лінія Ворожба — Суми, на якій розташована однойменна залізнична станція.

## Історія

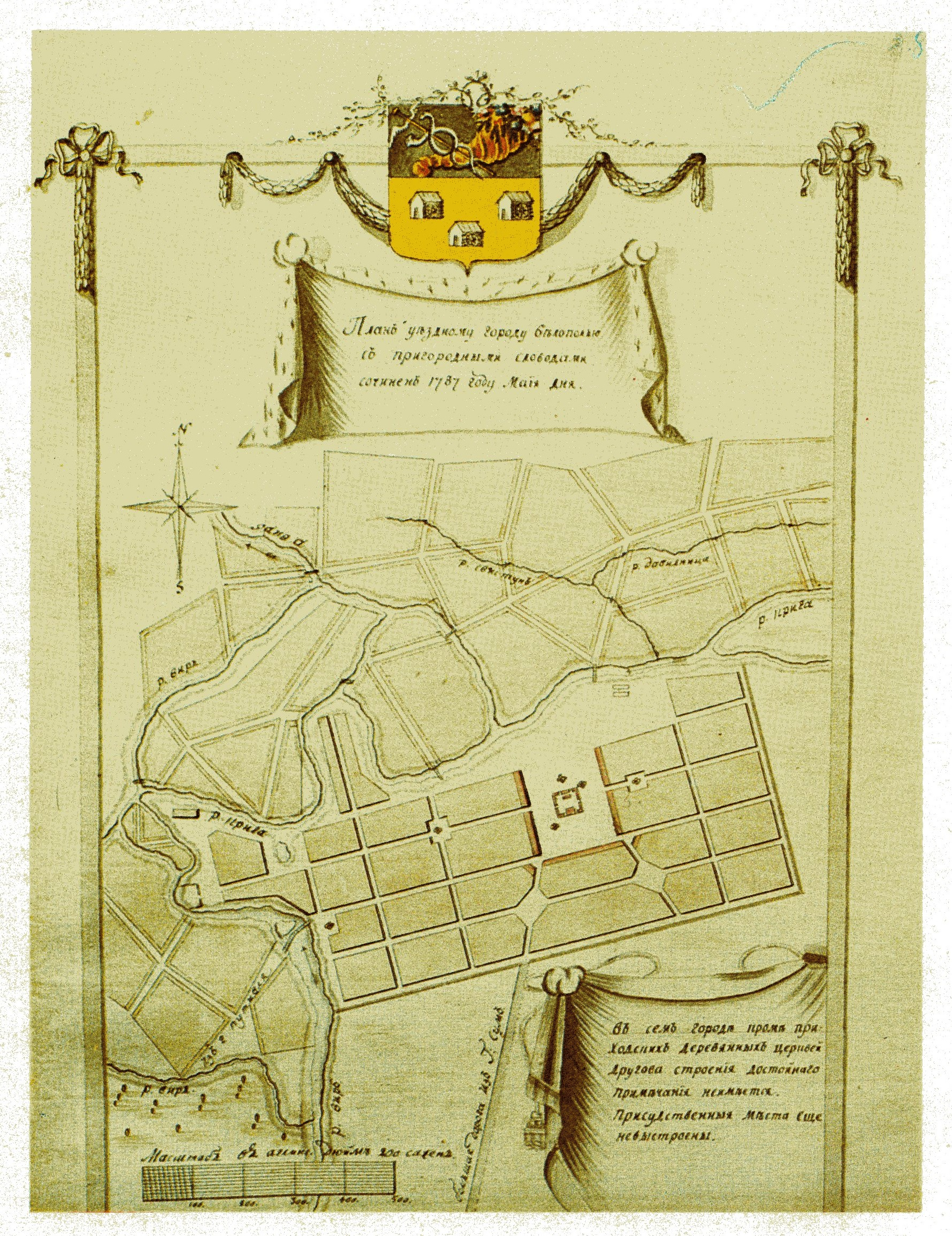
План Білопілля (1787)

Територія сучасного Білопілля була заселена ще у II—VI ст., про що свідчить виявлене поселення черняхівської культури. За часів Київської Русі виникло укріплене місто Вир, яке відігравало роль форпосту в боротьбі з кочівниками. Вперше Вир згадується в «Повчанні» Володимира Мономаха під 1096 роком, але події, які там відображені, стосуються 1113 р. У 1239 р. місто спустошили й спалили монголо-татари. В середині XVI ст. у цій місцевості з'являються пости московської військової сторожі. Один із них установили на Вирському городищі. Існував він до 1571 року. У 1672 році на місті давнього Вира виникло нове поселення, яке нараховувало 1352 чол. Першу свою назву Крига поселення дістало від річки. Під цією назвою, що довго зберігалася в народі, воно згадується в літопису Самовидця за 1687 р. Другу назву — Білопілля — надали переселенці з однойменного містечка.
Білопілля було сотенним містечком Сумського козацького полку. Воно складалось із містечка з 9 вежами та острогу з 13 баштами. У 1678 р. тут нараховувалось 53 російських служивих людей та 1202 козаки. У 1681 році до Білопілля приписали три села Кригу (в посаді), Ворожбу (за 2 версти від міста) та Павлівку (за 5 верст від міста). 1683 року Білопільські землі було відмежовано від Путивльського повіту, а путивльців, які проживали в приписаних до Білопілля селах, виселили на р. Снагість. У 1696—1697 роках у Білопіллі та ближніх селах відбувся виступ козаків, яких путивльські поміщики включили до числа своїх селян. Виступи закінчилися лише після того, як білопільські поселенці одержали підтвердження свого козацького стану.
Майже 100 років своєї історії Білопілля розвивалось в умовах поєднання військової сторожової служби з землеробством і промислами. Тут щорічно відбувались 4 ярмарки, на які товари доставлялись з Путивля, Курська, Воронежа, Бєлгорода, Тули, Сум, Полтави.
Після скасування полкового устрою в 1765 році  Білопілля стає центром комісарства, потім — повітовим центром (1780-1797), пізніше — заштатним містом Слобідсько-Української (з 1835 Харківської) губернії, районним центром (з 1923 року).
Місто зазнало геноциду українського народу, проведеного урядом СРСР 1932—1933 та 1946—1947 роках. Під час організованого радянською владою Голодомору 1932—1933 років померло щонайменше 2000 жителів міста.

### Друга світова війна
7 жовтня 1941 року радянські війська відступили з міста.
3 вересня 1943 року звільнене радянськими військами Центрального фронту під час Чернігівсько-Прип'ятської наступальної операції 13 липня — 29 серпня 1944 року: 60-ї армії — 141-ї сд (полковник Рассадніков, Семен Сергійович) 30-го ск (генерал-майор Лазько, Григорій Семенович).

### Післявоєнний період
Білопільска телевежа — суцільнометалева просторова ґратована телевізійна вежа у Білопіллі. Спорудження телевежі було завершене у 1966 році.
У 1970 році тут діяли машинобудівний завод, сироварний завод, консервний завод, меблева фабрика, а також ремонтно-механічний завод, сироварний завод, хлібний завод, цегельний завод, меблева фабрика, харчокомбінат, десять загальноосвітніх шкіл, музична школа, спортивна школа, залізничне професійно-технічне училище, чотири лікувальні заклади, Будинок культури, три клуби, кінотеатр, шість бібліотек і музей ім. А. С. Макаренка.

### УНезалежній Україні
У травні 1995 року Кабінет Міністрів України ухвалив рішення про приватизацію райсільгосптехніки та райсільгоспхімії, які перебували тут, у липні 1995 року було ухвалено рішення про приватизацію ПМК № 3.

### Російське вторгнення в Україну
24 лютого 2022 року, близько о 05:30 ранку, в перші хвилини повномасштабного російського вторгнення в Україну, на околицях міста пролунали вибухи. Пізніше, на чергування патрулювання міста заступили працівники поліції та групи місцевої Муніципальної варти. За словами міського голови Білопілля Юрія Зарка, ситуація в місті під контролем.
9 березня 2022 року окупанти здійснили перший обстріл міста. Внаслідок ворожого авіаудару на території Білопільської радіотелепередавальної станції пошкоджені телевишки та загорівся металевий вагончик, який знаходився під телевишкою та експлуатувався як складське приміщення.
3 квітня 2022 року — відновлено залізничний рух на дільниці Тростянець-Смородине — Білопілля та у зворотному напрямку.
23 липня 2022 року окупанти завдали удар по Білопіллю з артилерії. Під вогнем противника опинилося сільськогосподарське підприємство. Там загинула цивільна особа.
30 листопада 2022 року здійснено обстріл КНП «Білопільська міська лікарня» та території міста. Місто ворог обстріляв із САУ (запдано 20 «прильотів»). 15-річний хлопчик був у той час на вулиці. На жаль, дитина загинула на місці. Руйнування лікарні були масштабні. Пошкоджені стоматологічний та хірургічний кабінети. Вибиті майже всі вікна на всіх чотирьох поверхах. Зруйнований операційний блок. За короткий час лікарня змогла відновити свою роботу.
23 березня 2023 року відбувся наймасштабніший обстріл Білопілля. Місто обстрілювали КАБ, РСЗО, артилерія. Двоє загиблих, дев'ять поранених. Вщент зруйновано декілька будівель.
11 червня 2023 року, після опівночі, відбулася атака групи із 4 ворожих БпЛА типу «Shahed» по об'єктам у місті Білопілля. Відбулися влучання по адмінбудівлі, приміщенню навчального закладу та виробничих приміщеннях. Також був обстріл громади з РСЗВ — 7 вибухів.
18 червня 2023 року, внаслідок обстрілу міста, загинув батько з дитиною.
17 липня 2023 року, внаслідок обстрілу міста, в тому числі і приміщення ДСНС загинув один рятувальник. Місто продовжують періодично обстрілювати з різних видів зброї.
8 квітня 2024 року окупанти завдали авіаудар КАБами по центру міста  Білопілля, декілька місцях отримали поранення. О 15:30 ворог завдав три удари авіаційними бомбами по центру Білопілля. Внаслідок атаки ворога загинула жінка, двоє осіб отримали поранення. Пошкоджено об'єкти цивільної інфраструктури та транспортні засоби. За процесуального керівництва Сумської обласної прокуратури проводиться досудове розслідування за фактом порушення законів та звичаїв війни, поєднані з умисними вбивством (ч. 2 ст. 438 КК України).
17 квітня 2024 року російські війська з РСЗВ  здійснили обстріл Білопілля. Внаслідок обстрілу пошкоджено багатоквартирні та приватні житлові будинки, автомобілі. Також пошкоджено газопровід, та лінію електропередач. Без електропостачання залишилось 746 абонентів, повідомляє Сумська ОВА. Попередньо, зазнав осколкових поранень один чоловік. Одну людину з пошкодженого житла переміщено у пункт незламності.
23 квітня 2024 року, близько 17:00, російські війська атакували з «Градів» житловий квартал у центрі міста Білопілля. Про це повідомив голова громади. Відомо про 6 влучань по центру, внаслідок чого пошкоджені будинки місцевих жителів. Також росіяни вдарили з мінометів (11 вибухів). На території власного домоволодіння уламками поранено 45-річного чоловіка. Пошкоджено щонайменше 20 приватних будинків та газопровід. Прокурори у взаємодії з іншими правоохоронцями фіксують наслідки обстрілу. Матеріали кримінального провадження надалі будуть передані УСБУ в Сумській області.
26 травня 2024 року російські війська вчергове обстріляли місто Білопілля. За словами міського голови Білопілля Юрія Зарка, по місту було здійснено 7-8 новими боєприпасами — активно-реактивними снарядами. Пошкоджені кілька приватних господарств. У місті продовжується евакуація. Кількість охочих виїхати залежить від кількості обстрілів. Коли їх стає менше, люди не евакуюються, коли ж відновлюються — бажаючих покинути місто стає більше.
14 липня 2024 року, з 17:00 до 17:30, застосовуючи заборонені міжнародним правом методи ведення війни, ворог, за попередніми даними, з реактивної системи залпового вогню «Град» обстріляв житлові квартали міста. Внаслідок атаки окупантів два 54-річні цивільні чоловіки отримали поранення. Пошкоджені багатоповерхівка, приватні будинки, гаражні приміщення та лінію електропередач. Прокурори у взаємодії з іншими правоохоронцями задокументували наслідки обстрілів. Надалі матеріали кримінального провадження будуть передані до Управління Служби безпеки України в Сумській області.
20 липня 2024 року, близько 15:40, застосовуючи заборонені міжнародним правом методи ведення війни, ворог з реактивної системи залпового вогню ударив по місту — зафіксовано 20 обстрілів, внаслідок якого пошкоджено 2 багатоквартирних будинки, 6 приватних житлових будинків, 3 господарчі споруди, газопровід низького тиску, лінія електропередач. Прокурори у взаємодії з іншими правоохоронцями документують наслідки обстрілів.
28 липня 2024 року місто знову обстріляли російські окупанти. Зафіксовано 6 вибухів, ймовірно РСЗВ.
10 серпня 2024 року Білопілля знову зазнало ворожих російських атак. Як повідомили в Оперативному командуванні «Північ» зафіксовано 1 вибух, ймовірно ФПВ-дрон; 3 вибухи, ймовірно КАБ. В результаті обстрілу отримала поранення 1 цивільна особа та пошкоджено приватні будинки.
13 серпня 2024 року, близько 01:00, російські окупанти обстріляли Білопілля з артилерії та КАБами. «Обійшлося без великих руйнувань та пошкоджені близько 10-ти житлових будинків та господарських будівель, де вибиті вікна, пошкоджені паркани, дахи та фасади», — повідомив міський голова Білопілля Юрій Зарко.
14 серпня 2024 року оперативне командування «Північ» повідомило, що російський агресор обстріляв Сумську область. В селі зафіксовано 2 вибухи, ймовірно КАБ.
17 серпня 2024 року оперативне командування «Північ» повідомило про обстріли Сумської області. Серед постраждалих населених пунктів місто Білопілля — 1 вибух, ймовірно КАБ. В результаті обстрілу поранено 2 цивільні особи, пошкоджено 1 приватний будинок та будівлю залізничного вокзалу.
26 серпня 2024 року, після 15:00, армія РФ атакувала Білопілля  керованою авіабомбою. «Є 6 поранених з осколковими ушкодженнями, є пошкодження будинків і транспортних засобів. Обстріляли критичну інфраструктуру. Також пошкоджене майно місцевої агрофірми», — розповів міський голова Юрій Зарко. За його інформацією, у місті проблеми з мобільним зв'язком та інтернетом.
27 серпня 2024 року за інформацією Генштабу ЗСУ ворог завдавав авіаударів по районах населених пунктів Есмань, Ворожба, Вільна Слобода, Атинське, Горіле, Безсалівка, Глухів, Михайлівське, Угроїди, Шалигине, Ямпіль, Яструбине, Іскриківщина, Білопілля, Бачівськ, Будівельне Сумської області. За процесуального керівництва Сумської окружної прокуратури проводиться досудове розслідування за фактом порушення законів та звичаїв війни (ч. 1 ст. 438 КК України). За даними обласної прокуратури, 29 серпня, упродовж першої половини дня ворог скинув, за попередніми даними, три КАБи на житловий сектор м. Білопілля та фермерське господарство, що знаходиться на території Білопільської громади Сумського району. Унаслідок атаки окупантів пошкоджено житлові будинки та майно фермера.
17 травня 2025 року, близько 06:17, російські окупанти поблизу Білопілля завдали удар по рейсовому автобусу, що здійснював евакуацію цивільних із прифронтової зони. Дев'ятеро осіб загинули, ще семеро постраждали: стан трьох медики оцінили як важкий. У місті Білопіллі було оголошено триденну жалобу за жертвами російського удару.

## Економіка
Промисловість Білопілля була представлена 15 головними підприємствами машинобудівної, харчової, будівельної сфер. У Білопіллі діяли підприємства: ВАТ «Білопільський машинобудівний завод», який випускав технологічне обладнання для хлібопекарської і цукрової промисловості, сільгоспмашини; колективне підприємство «Білопільська меблева фабрика» випускало кухонні меблі; ЗАТ «Білопільський сирзавод», ВАТ «Білопільський завод продтоварів», ВАТ «Білопільський хлібозавод». Нині в райцентрі немає жодного діючого промислового підприємства, зокрема, хлібозавод було приватизовано, перепродано й знесено у 1997—2003 роках, а у 2006 році зупинено роботу сирзаводу. Нині район є сільськогосподарським.

## Заклади культури
- Музей А. С. Макаренка (Білопілля)
- Музей поета Олександра Олеся

## Пам'ятники
- Пам'ятник Тарасові Шевченку — відкритий у 2010 році в парку імені Шевченка.
- Пам'ятник Макаренку — розташований на в'їзді до міста.
- Меморіал «Алея Слави героям АТО» — відкрито у 2016 році.
- Пам'ятник жертвам голодоморів та політичних репресій — відкрито у 2010 році[39]

## Культурні заходи
- День міста Білопілля — відзначається 21 вересня. У програмі: покладання квітів до меморіалу загиблим воїнам та масові культурно-розважальні заходи.
- «Вирський град» — фестиваль історичної реконструкції, що збирає представників клубів історичної реконструкції з усієї України. Турнір проходить у Старому парку на місці колишньої давньоруської фортеці Вир.
- День профспілок залізничників та День міста Ворожба — відзначається в першу неділю серпня у Ворожбі. До урочистостей оргкомітет розробляє спеціальну програму, що передбачає спортивні змагання, виступи самодіяльних колективів, танці просто неба.
- «До Олеся — на гостину!» — щороку на початку грудня збираються. У програмі: Олесеві читання, дні краєзнавства, години краєзнавства, літературні вечори, присвячені творчості Олеся, екскурсія до музею.
- Макаренківсько-шевченківські дні — низка заходів, які проходять в першу половину березня вже протягом 30 років. У ці дні вшановують учасників та переможців обласного етапу Всеукраїнського конкурсу «Учитель року», Всеукраїнських учнівських олімпіад, спортивних змагань; проведення виставок педагогічних напрацювань учителів, декоративно—ужиткового мистецтва, проведення районного конкурсу творчих робіт «Макаренко в моїй педагогічній долі», створення виставки світлин «Білопільщина — батьківщина А. С. Макаренка».[39]
- Масниця[40]

## Населення

### Чисельність
| 1897   | 1959   | 1979   | 1989   | 2001   | 2020   | 2024    |
| ------ | ------ | ------ | ------ | ------ | ------ | ------- |
| 15 215 | 17 256 | 19 806 | 19 746 | 18 384 | 15 981 | ~ 6 000 |

### Національний склад
Розподіл населення за національністю за даними перепису 2001 року:
| Національність  | Відсоток |
| --------------- | -------- |
| українці        | 92,60 %  |
| росіяни         | 5,81 %   |
| цигани          | 0,81 %   |
| білоруси        | 0,30 %   |
| вірмени         | 0,12 %   |
| азербайджанці   | 0,12 %   |
| інші/не вказали | 0,24 %   |

### Мова
Розподіл населення за рідною мовою за даними перепису 2001 року:
| Мова            | Чисельність, осіб | Доля    |
| --------------- | ----------------- | ------- |
| Українська      | 16 988            | 93,27 % |
| Російська       | 1 016             | 5,58 %  |
| Циганська       | 122               | 0,67 %  |
| Білоруська      | 24                | 0,13 %  |
| Вірменська      | 20                | 0,11 %  |
| Румунська       | 6                 | 0,03 %  |
| Болгарська      | 1                 | 0,01 %  |
| Інші/Не вказали | 36                | 0,20 %  |
| Разом           | 18 213            | 100 %   |

## Відомі особи
Уродженцем Білопілля був Максим Антонович (1835—1918) — філософ, просвітитель, критик і геолог. У Білопіллі, у сім'ї залізничника народився педагог і письменник А. С. Макаренко (1888—1939). Це батьківщина народного артиста СРСР Данила Антоновича (Будько; 1889—1975), тут же народилися поети Олександр Олесь (О. І. Кандиба, 1878—1944, діє Музей поета Олександра Олеся) та Андрій Панів (1899—1937). У юності в Білопіллі разом із батьками жив художник К. С. Малевич. У Білопіллі Малевич жив приблизно у період з 1890 до 1894 року — десь у віці від 11 до 15 років. 
Його батько тоді працював на місцевій цукроварні. У Білопільській чоловічій гімназії працював етнограф і педагог, нагороджений Золотою пушкінською медаллю, М. М. Гальковський.
- Бага Артем Ігорович — український військовик, учасник російсько-української війни[45].
- Білоног Юрій Григорович — український легкоатлет (штовхання ядра), олімпійський чемпіон.
- Віктор Іванович Зарецький — художник, чоловік Алли Горської
- Гончаров Юрій Олегович (нар. 1969) — український правоохоронець.
- Гордієнко Сергій Миколайович — майор Збройних сил України, учасник російсько-української війни.
- Ковенко Михайло Микитович — український військово-політичний діяч[46].
- Макаренко Віталій Семенович — педагог та військовий діяч, брат педагога Антона Макаренко.
- Ніженець Анастасія Максимівна (1902—1992) — український літературознавець.
- Пономаренко Данило Вікторович (2000—2023) — капітан Збройних сил України, учасник російсько-української війни.
- Вассіан (Чудновський) (1805—1883) — єпископ Пермський і Верхотурский.
- Феогност (Пивоваров Феодор 1873—1921) — ієромонах, преподобно мученик.
- Іларіон (Прохоров), архієпи́скоп Пе́нзенський і Сара́нський (9 березня 1889, хутір Михайлівський — 27 січня 1973, м. Білопілля) — архієрей Російської православної церкви та її Українського екзархату.
- Куценко Сергій Іванович (1977—2022) — сержант Збройних сил України, учасник російсько-української війни, загинув в ході російського вторгнення в Україну у 2022 році.
- Ткачук Тетяна Євгенівна (нар. 1958) — український лікар, хірург-гінеколог вищої категорії, кандидат медичних наук, заслужений лікар України.
- Третяк Сергій Валерійович (нар. 1992) — український воїн, учасник російсько-української війни.
- Левицька Тамара Василівна (1916—1999) — вишивальниця.
- Величко Дмитро Олександрович (* 1989) — художник.

## Міста-партнери
- Збараж, Україна (2025)[47]
- Жидачів, Україна (2025)[48]